# Murray (Kentucky)
Murray è una città degli Stati Uniti d'America, nella contea di Calloway, nello Stato del Kentucky. Vi è nato lo sciatore e freerider Seth Morrison.